# Tábuas Tártaras
As Tábuas Tartaras são três tábuas decobertas na Tartária, Roménia. Mostram uma série de símbolos gravados que têm sido objecto de uma grande controvérsia entre os arqueólogos, o que segundo algumas opiniões poderá representar as primeiras formas de escrita do mundo.

## Descoberta
As tábuas foram encontradas em 1961 à cerca de 30 km da cidade de Alba Iulia. Nicolae Vlassa, um arqueólogo no Museu de Cluj, revelou três tábuas com 26 símbolos, juntamente com uma pulseira e vários restos de ossos humanos .. Dois dos quadros são retangulares e o terceiro circular.
Nas três, apenas um lado apresenta  símbolos. Símbolos semelhantes foram encontrados em equipamentos localizados nas ruínas de Vinca na Sérvia e noutros lugares no sul do Balcãs, que podem estar relacionadas.

## Bibliografía
- Haarmann, H. 1990 Writing from Old Europe. The Journal of Indo-European Studies 17
- Makkay, J. 1969 The Late Neolithic Tordos Group of Signs. Alba Regia 10, 9-50
- Makkay, J. 1984 Early Stamp Seals in South-East Europe. Budapest
- Winn, Sham M. M. 1973 The Sings of the Vinca Culture
- Winn, Sham M. M. 1981 Pre-writing in Southeast Europe: The Sign System of the Vinca culture. BAR